# Luosto
Ukko-Luosto est le sommet le plus élevé des Luostotunturi et une petite station de sports d'hiver sur le territoire de la commune de Sodankylä, dans la région de Laponie en Finlande.

## Présentation
Les Luostotunturit sont un alignement de crêtes orienté  Nord-ouest-Sud-est de quartzite qui font partie du parc national de Pyhä-Luosto.  
Dans la zone de Luosto, il se trouve le radar météorologique de l'Institut météorologique finlandais, deux stations de sports d'hiver, trois hôtels et un spa.
La mine d'améthyste de Lampivaara, située à cinq kilomètres, est aussi l'une des activités touristiques de Luosto. 
De Luosto, il est possible de rejoindre Lampivaara en motoneige, à pied en été et en skiant en hiver. 

## Domaine skiable
Le dénivelé maximal est de 230 mètres. La plus longue piste mesure 1 500 mètres.